# Claude Herbulot
Pour les articles homonymes, voir Herbulot.
Claude Herbulot (né à Charleville le 12 septembre 1908 et mort le 19 janvier 2006 à Paris 15e) est un entomologiste français qui était spécialisé dans les lépidoptères géomètres. Sa collection se trouve aujourd'hui à la Zoologische Staatssammlung München (Muséum zoologique) de Munich.

## Sa vie
La meilleure biographie parue est certainement celle de son ami Philippe Darge.
Il étudie d'abord les lépidoptères de sa région natale. Plus tard, il fait des voyages en Afrique et dans les pays orientaux et passe un certain temps à Madagascar pour y étudier la faune et décrire un tiers des Geometridae de l'île.
Il a été élu président de la Société entomologique de France en 1953. La Médaille Ritter-von-Spix lui a été décernée par le muséum zoologique de Munich en 1999 et le prix Jacob-Hübner en 2002.

## Travaux
La liste de ses 286 publications est donnée par le muséum zoologique de Munich

## Genres, espèces et variétés décrits
Le même musée indique 950 taxa décrits. La liste complète devrait être publiée prochainement.

### Genres
Trente genres sont attribués à Claude Herbulot, dont vingt-huit valides :
- Anticleora Herbulot, 1966
- Antilurga Herbulot, 1951
- Antozola Herbulot, 1992
- Archirhoe Herbulot, 1951
- Catarhoe Herbulot, 1951
- Dargeia Herbulot, 1977
- Darisodes Herbulot, 1972
- Dorsifulcrum Herbulot, 1979
- Dyschlorodes Herbulot, 1966
- Dysrhoe Herbulot, 1951
- Glaucorhoe Herbulot, 1951
- Grammorhoe Herbulot, 1951
- Hyalinometra Herbulot, 1972
- Hydatopsis Herbulot, 1968
- Klinzigidia Herbulot, 1982
- Malgassapeira Herbulot (cité dans la littérature mais n'a jamais fait l'objet d'une publication)[6]
- Malgassorhoe Herbulot, 1955
- Malgassothisa Herbulot 1966
- Microlyces Herbulot 1981
- Mimaplasta Herbulot 1993
- Orbamia Herbulot 1966
- Paramathia Herbulot 1948
- Pareulype Herbulot, 1951
- Parortholitha Herbulot, 1955
- Protorhoe Herbulot, 1951
- Pseudolarentia Herbulot, 1955
- Rougeotiana Herbulot, 1983
- Rougeotiella Herbulot, 1984 (en replacement de Rougeotiana, nom déjà utilisé par Bernard Laporte pour désigner un nouveau genre de Noctuelles)[7]
- Steganomima Herbulot, 1972
- Toulgoetia Herbulot, 1946

### Taxa référencés
Une liste d'environ 400 de ses descriptions référencées est donnée par ailleurs.

## Noms de genre et d'espèces dédiés
Le musée de Munich indique les 4 genres et 29 espèces décrites.